# Käthe Krauß

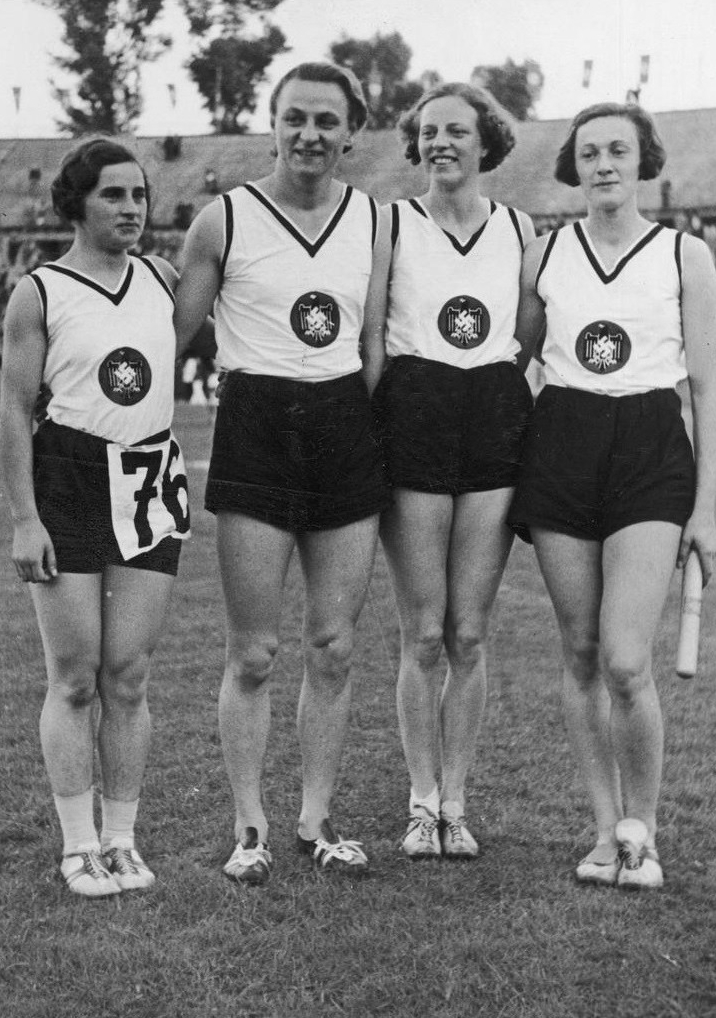
Käthe Krauß (2. v. l.) mit Josefine Kohl, Emmy Albus, Ida Kühnel bei den Europameisterschaften 1938

Katharina Anna Krauß; meist Käthe Krauß (* 29. November 1906 in Dresden; † 9. Januar 1970 in Mannheim) war eine deutsche Leichtathletin und Olympiadritte.

## Sportkarriere

### Internationale Wettkämpfe
Käthe Krauß gewann mehrere Medaillen bei internationalen Meisterschaften.
- Olympische Spiele 1936 in Berlin
  - 100-Meter-Lauf, Bronzemedaille (11,9 s) (hinter Helen Stephens (USA) und Stanisława Walasiewicz (Polen))
  - 4-mal-100-Meter-Staffel, ausgeschieden; im Vorlauf Weltrekord 46,4 s; im Endlauf misslang der in Führung liegenden deutschen Staffel die Stabübergabe von Marie Dollinger auf die Schlussläuferin Ilse Dörffeldt, und die Staffel musste aufgeben.

- 1934 4. Frauen-Weltspiele in London
  - 100-Meter-Lauf, Gold, (11,9 s)
  - 200-Meter-Lauf, Gold, (24,9 s)
  - 4-mal-100-Meter-Staffel, Gold, (48,6 s, mit Margarete Kuhlmann, Marie Dollinger und Selma Grieme)
  - Diskuswurf, Bronze, (39,87 m)

- Europameisterschaften 1938 in Wien
  - 100-Meter-Lauf, Silbermedaille (12,0 s)
  - 200-Meter-Lauf, Silbermedaille (24,4 s).
  - 4-mal-100-Meter-Staffel, Gold, (46,8 s, als zweite Läuferin, mit Josefine Kohl, Emmy Albus und Ida Kühnel).

Käthe Krauß war an zehn Weltrekorden beteiligt, von denen die meisten aber wegen irregulärer Bedingungen (wie zu starkem Rückenwind) nicht anerkannt wurden.

### Deutsche Meistertitel
- 100-Meter-Lauf: 1933, 1934, 1935, 1936, 1937, 1938
- 200-Meter-Lauf: 1932, 1934, 1938
- 4-mal-100-Meter-Staffel: 1932, 1936
- Weitsprung: 1937
- Fünfkampf: 1937

### Weitere Angaben
Käthe Krauß startete für den Dresdner SC und trainierte bei Woldemar Gerschler. In ihrer Wettkampfzeit war sie 1,76 m groß und wog 72 kg.
Auch sie wurde verdächtigt, intersexuell zu sein. Bei der Olympiazweiten 1936 Stanisława Walasiewicz wurde dieses später festgestellt, die Olympiasiegerin Helen Stephens zog sich nach solchen Behauptungen aus dem aktiven Sport zurück.

## Weiteres Leben
1947 zog sie von Dresden nach Landau, wo sie in den 1950er Jahren als Trainerin arbeitete. Sie war auch Pianistin und besaß ein Geschäft für Sportartikel.

## Ehrungen
In Landau gibt es den Käthe-Krauß-Wanderpokal für die besten Leichtathletikleistungen seit etwa 2017/18.
Der Käthe-Krauß-Weg in Kirchheim bei München wurde wahrscheinlich nach ihr benannt.